# دهه ۳۱۰ (پیش از میلاد)

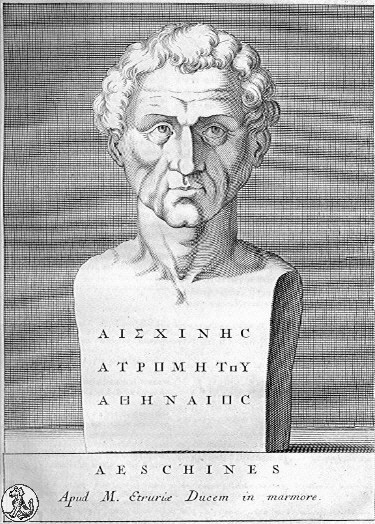
ایسکین اسپتوس، فیلسوف آتنی شاگرد سقراط که در این دهه می‌زیسته است

دهه ۳۱۰ (پیش از میلاد) ۳۱مین دهه قبل از مبدا شروع تقویم میلادی است.